# Denethor 2.
Denethor II er en person i Tolkiens roman Ringenes Herre. Sammen med Finduilas fra Dol fik han sønnerne Boromir og Faramir. Han var den sidste regerende Marsk af Gondor.
Han efterfulgte sin far Ecthelion 2. som marsk i år 2984 (af den tredje alder). I sin ungdom konkurrerede han med krigeren Thorongil om sin faders gunst. Thorongil var i virkeligheden Aragorn i forklædning. Da Thorongil forsvandt fra Gondor regnede folk med at det var fordi han ikke ville tage imod ordrer fra Denethor.